# You Belong to Me (1934)
You Belong to Me is een Amerikaanse dramafilm uit 1934 onder regie van Alfred L. Werker.

## Verhaal
De moeder van Jimmy Saxon is een vaudevilleactrice, die pas weduwe is geworden. Als ze trouwt met acrobaat Hap Stanley, heeft Jimmy meteen een bloedhekel aan zijn nieuwe stiefvader. Hij trekt liever op met de komiek Bud Hannigan. Hij vindt dat Jimmy zijn stiefvader een eerlijke kans moet geven, maar uiteindelijk blijkt dat zijn achterdocht terecht was.

## Rolverdeling
| Acteur        | Personage                       |
| ------------- | ------------------------------- |
| Lee Tracy     | Bud Hannigan                    |
| Helen Mack    | Florette Faxon                  |
| Helen Morgan  | Bonnie Kay                      |
| David Holt    | Hap Stanley                     |
| Lynne Overman | Brown                           |
| Dean Jagger   | Instructeur op militaire school |
| Edwin Stanley | Majoor Hurley                   |
| Irene Ware    | Lila Lacey                      |
| Lou Cass      | Joe Mandel                      |
| Max Mack      | Jack Mandel                     |
| Mary Owen     | Maizie Kelly                    |
| Neal Dodd     | Priester op begrafenis          |
| Irving Bacon  | Toneelmeester                   |